# Линар, Жак
Жак Линар (фр. Jacques Linard; 1597, Труа — 1645, Париж) — французский художник эпохи барокко, мастер натюрморта.

## Жизнь и творчество
Крещён 6 сентября 1597 в церкви Сен-Реми города Труа. Отец Жака был также художником, однако из его работ ничего не сохранилось. Сын сестры Ж. Линара, Никола Бодессон, также был художником, писавшим натюрморты.
В марте 1626 года обручился с Маргаритой Трегуар, дочерью художника Ромэна Трегуара. В 1629 переехал в Париж. В одном из имущественных документов от 17 мая 1631 года представился как художник и королевский камердинер (peintre et valet de chambre du roi).
Похоронен 12 сентября 1645 года на кладбище при парижской церкви Сен-Никола-де-Шамп.

## Галерея

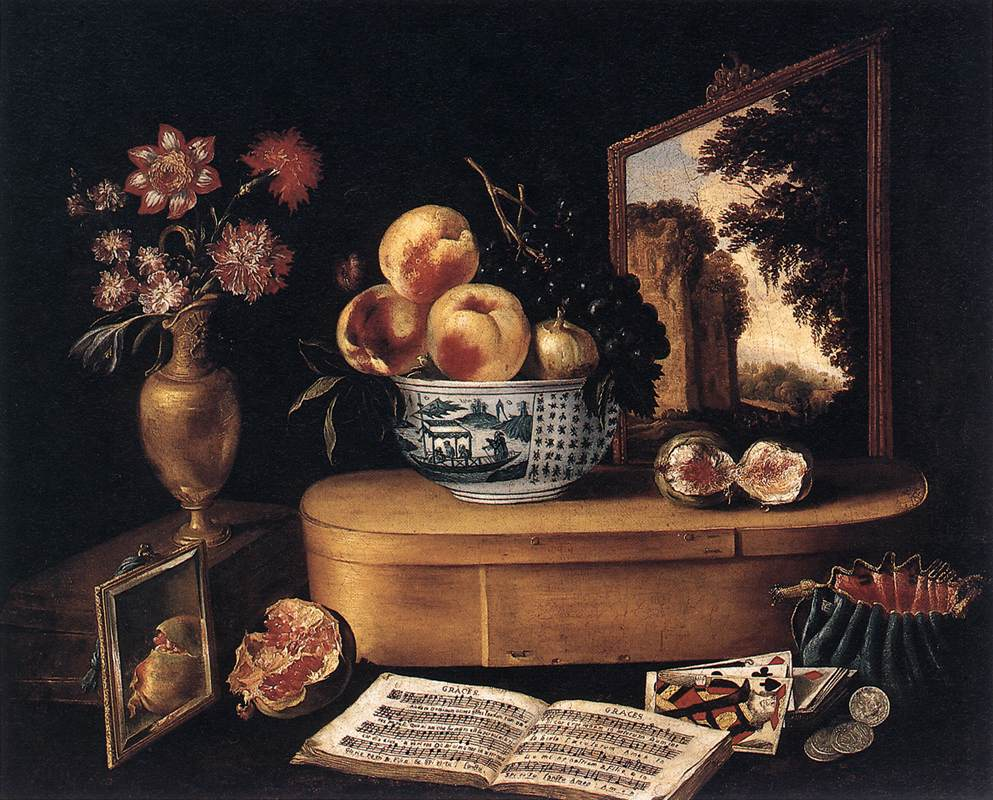
Пять ощущений (1638)
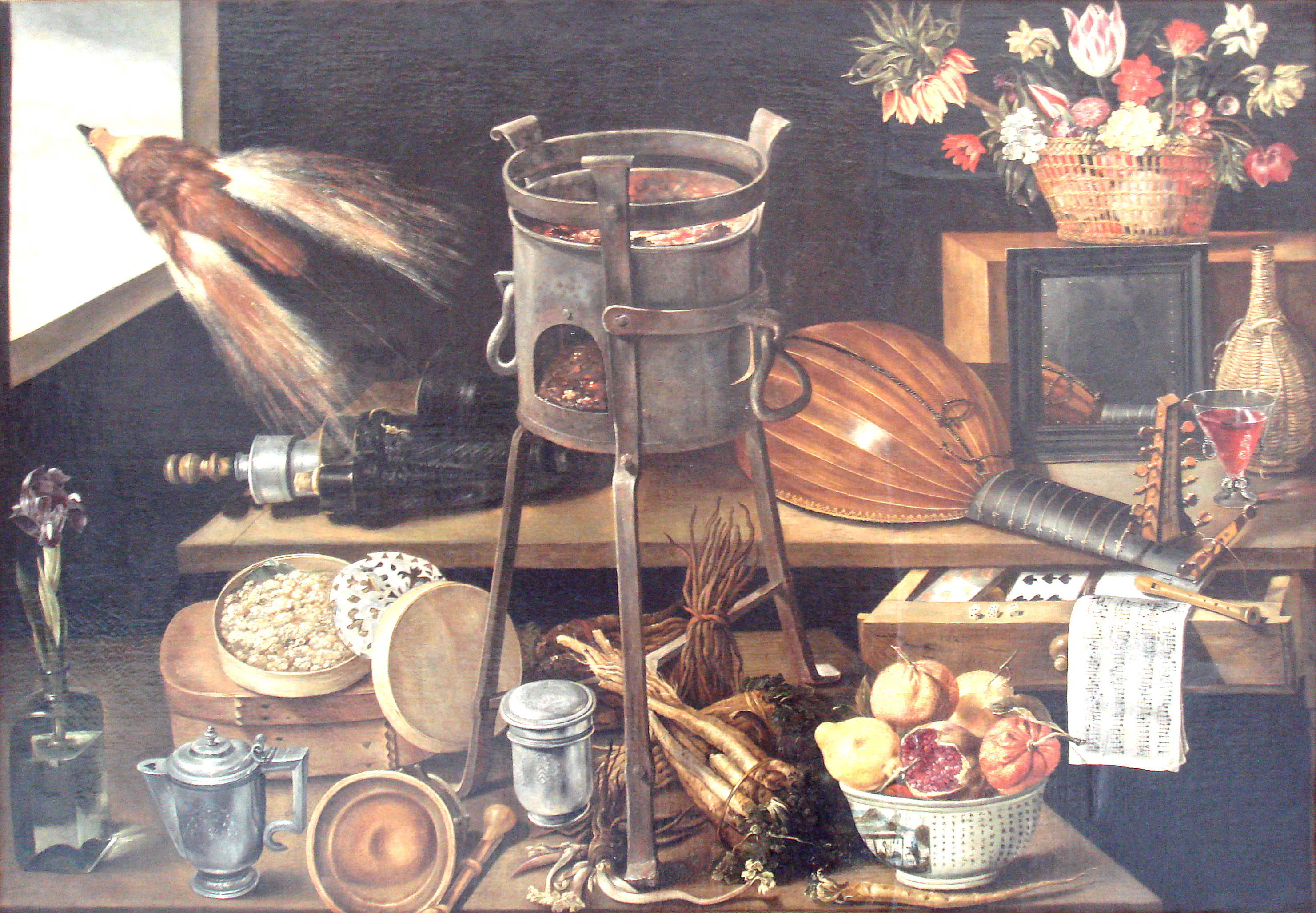
Пять чувств и четыре элемента (1627)
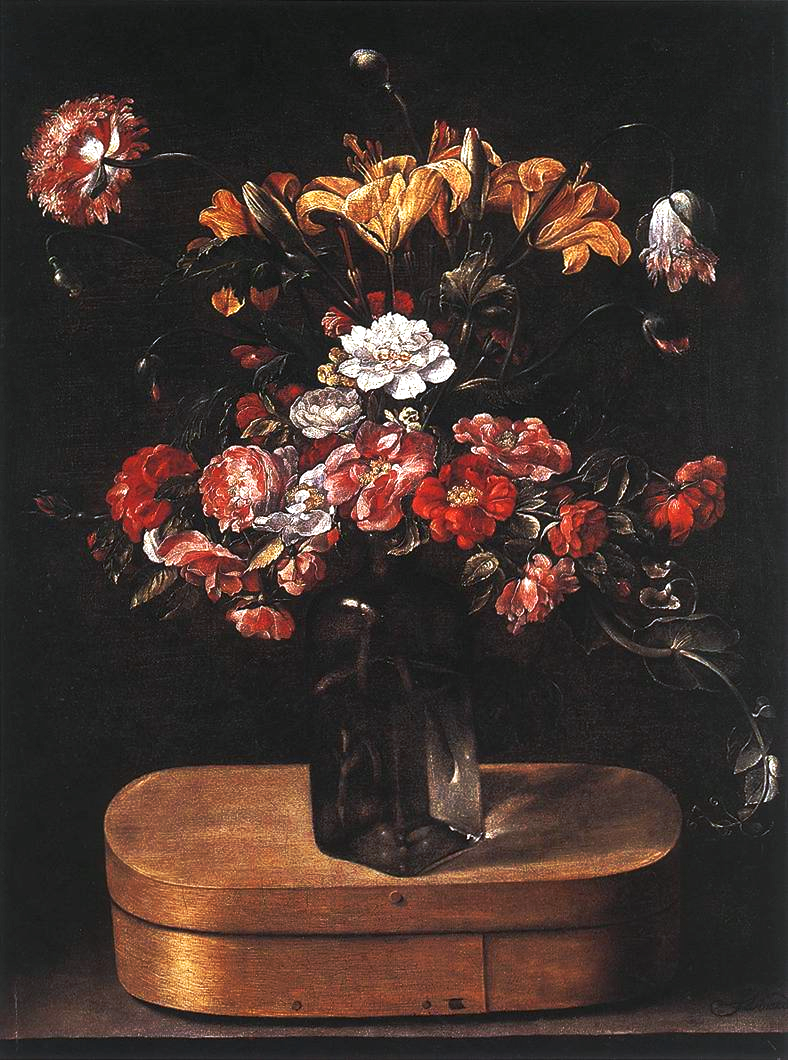
Букет на деревянной коробке (ок. 1640)
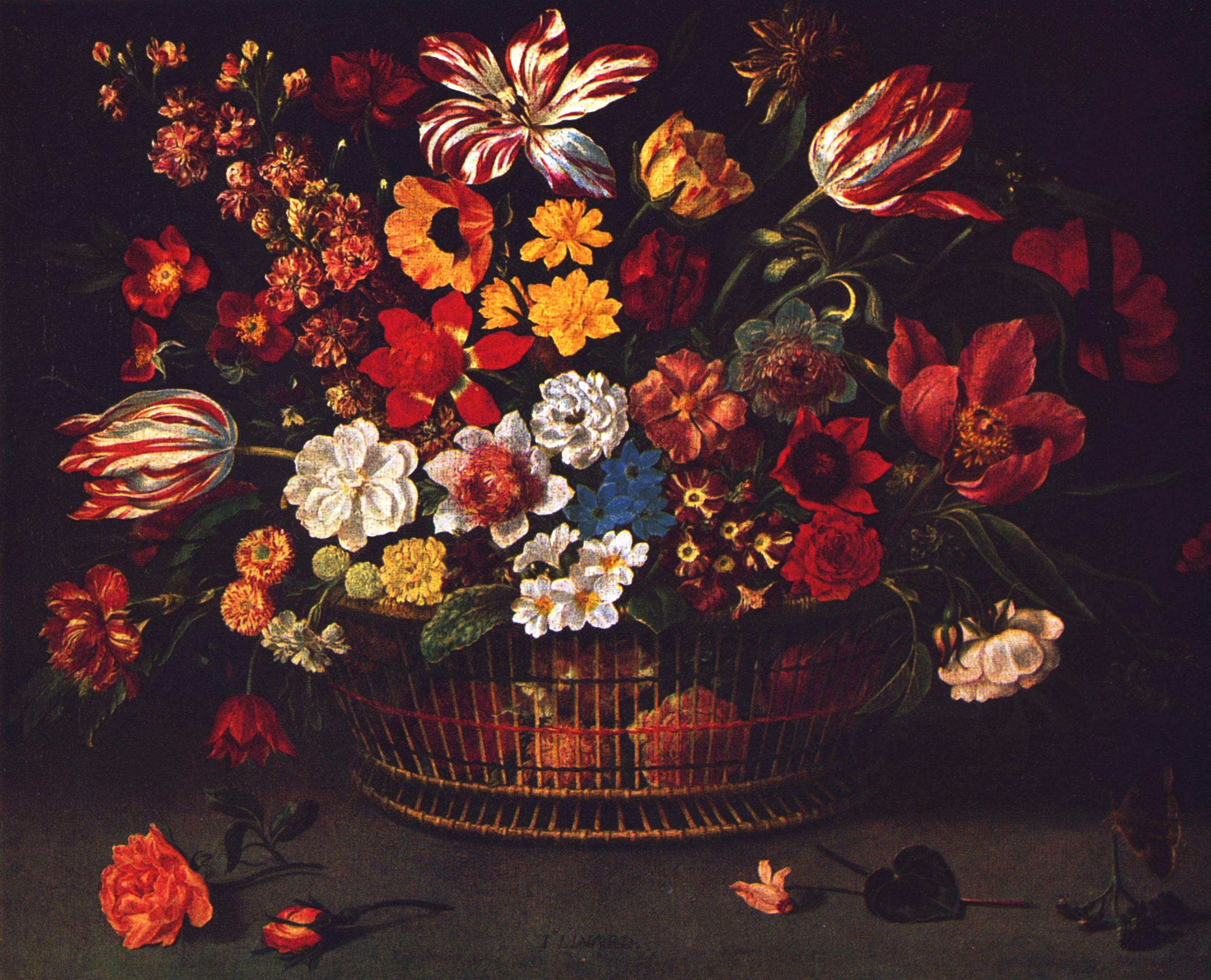
Корзина цветов